# Erythriastis
Erythriastis är ett släkte av fjärilar. Erythriastis ingår i familjen stävmalar.
Kladogram enligt Catalogue of Life:
| Erythriastis | \| \| Erythriastis rhodocrossa \| \| \| \| \| \| Erythriastis rubentula \| \| \| \| |
|              | \| \| Erythriastis rhodocrossa \| \| \| \| \| \| Erythriastis rubentula \| \| \| \| |
|              | Erythriastis rhodocrossa                                                            |
|              |                                                                                     |
|              | Erythriastis rubentula                                                              |
|              |                                                                                     |